# Vladislav Třeška
Vladislav Třeška (* 13. července 1932) byl český a československý politik KSČ, za normalizace ministr zemědělství a výživy České socialistické republiky a poslanec České národní rady.

## Biografie
Původně pracoval jako lesní dělník. Vystudoval Střední zemědělskou školu a byl pak agrotechnikem Krajské správy státních statků Karlovy Vary. V 50. letech byl aktivní jako funkcionář Československého svazu mládeže. V roce 1953 se stal členem KSČ. V roce 1958 absolvoval Vysokou školu zemědělskou v Praze. Stal se vedoucím provozu STS Blovice, později předsedou JZD Nezvěstice. Pak usedl na post ředitele Krajské zemědělské správy v Plzni. Byl členem Krajského výboru KSČ a jeho zemědělské komise. Zasedal jako poslanec v KNV a byl členem rady KNV. V roce 1978 se stal tajemníkem pro zemědělství Krajského výboru KSČ pro Západočeský kraj. Bylo mu uděleno Vyznamenání Za zásluhy o výstavbu a Řád práce.
V červnu 1983 byl jmenován členem české čtvrté vlády Josefa Korčáka jako ministr zemědělství a výživy. Setrval v ní do konce jejího funkčního období v roce 1986. Ve volbách roku 1986 usedl do České národní rady. Do ČNR byl zvolen za Severomoravský kraj. Po sametové revoluci se ho netýkal proces kooptací do ČNR, takže si poslanecký post udržel až do voleb roku 1990.
V období leden 1989 až duben 1990 byl předsedou Ústřední rady družstev.

## Ocenění
- Řád práce